# Анжуте
Анжуте (фр. Anjoutey) је насељено место у Француској у региону Франш-Конте, у департману Територија Белфор.
По подацима из 2011. године у општини је живело 666 становника, а густина насељености је износила 85,49 становника/km².

## Демографија
| 1962. | 1968. | 1975. | 1982. | 1990. | 2011. |
| ----- | ----- | ----- | ----- | ----- | ----- |
| 365   | 358   | 339   | 423   | 544   | 666   |